# Серп і Молот (платформа)
Серп і Молот (рос. Серп и Молот) — залізнична платформа Горьківського напрямку МЗ, лінії МЦД-4 Московських центральних діаметрів, розташована у місті Москва. Перший зупинний пункт після Курського вокзалу. Час руху від Курського вокзалу — від 3 до 7 хвилин. Названа по розташованому поблизу заводу «Серп і Молот».

## Інфраструктура
Складається з двох берегових платформ, сполучених пішохідним мостом. При вході на міст (з боку площі Рогозька застава) розташовуються каси і турнікети. Платформа розташована в межах станції Москва-Товарна-Курська (при цьому зупинний пункт Москва-Товарна розташований на декілька сотень метрів далі від вокзалу і відноситься до Курського напрямку). Платформа розташована на невеликому насипу. Від підземного переходу під коліями починаються вулиця Золоторозький Вал (по обидва боки) і Середній Золоторозький провулок (на північ). 

## Пересадки
- Метростанцію  «Площа Ілліча»
- Метростанцію   «Римська»
- Залізничну та станцію МЦД  «Москва-Товарна-Курська»
- Трамваї 12, 38, 46
- Автобуси:  012, м6, 40, 125, 340, 360, 365, 567, 730, 987, т53, н4